# Elias Payos

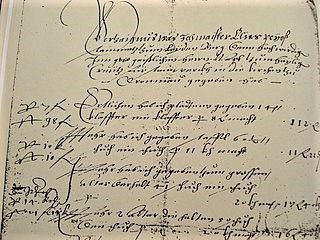
Steinmetzrechnung von Elias Payos, 1587

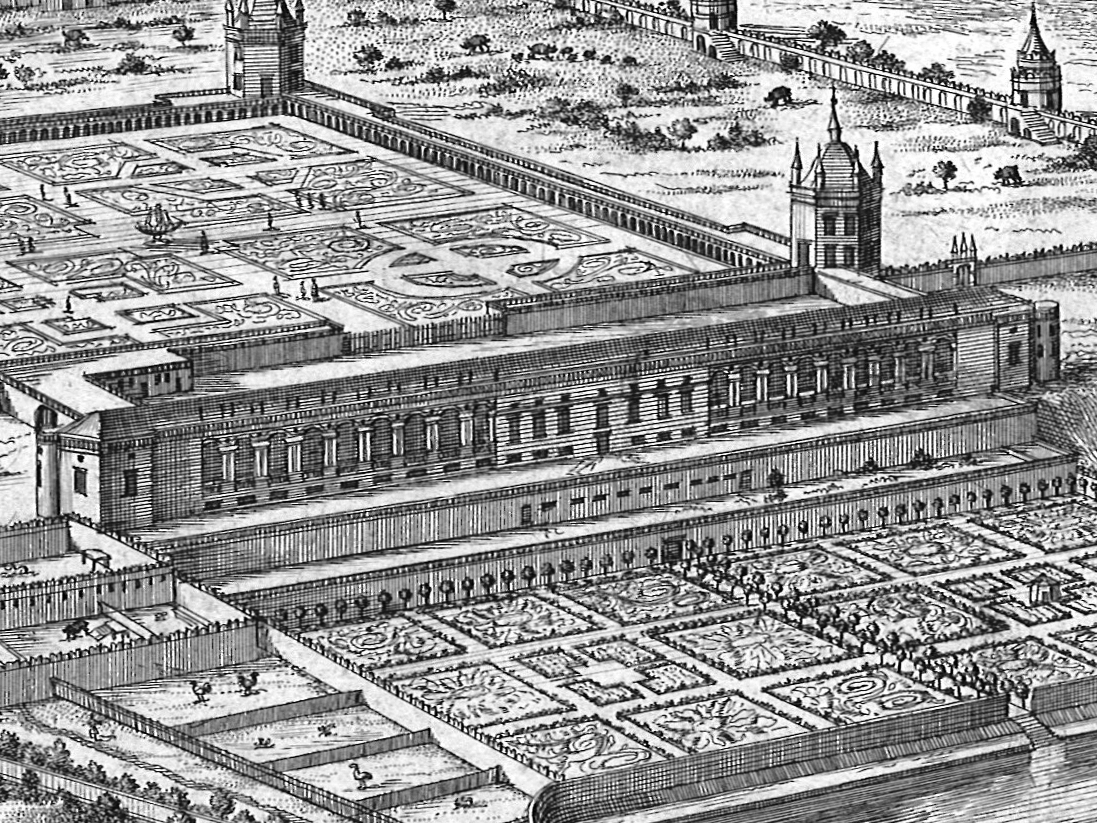
Schloss Neugebäude, Stich von Delsenbach, Detail

Elias Payos (auch Paiosc, * in Monte Magre im Bezirk Schio, Provinz Vicenza, Italien; † um 1590 in Kaisersteinbruch, damals Westungarn, jetzt Burgenland) war ein italienischer Steinmetzmeister und Bildhauer der Renaissance.

## Leben und Wirken

### Familie
Elias Payos war Bruder des Alexius Payos. Sein Vater stammte aus Valli del Pasubio in der Nähe von Monte Magre. (Es gibt dort eine Siedlung, die Paiosa heißt mit einigen Einwohnern gleichen Namens, noch dazu war dort in der Nähe ein Steinbruch.)

### Anfänge in Österreich-Ungarn
Payos kam um 1570 mit seiner Ehewirtin in das Land, er ließ sich hernach zu Rodaun nieder. Im dortigen Steinbruch wurde er Meister, er wohnte mit Augustin Rigobello, einem Steinmetz aus seiner italienischen Heimatgemeinde, im selben Haus. An die zwölf Jahre lebte er dort, danach übersiedelte er in den kaiserlichen Steinbruch bei Winden am See. In diesem Steinbruch war der Ehrwürdig in Gott geistliche Herr Prälat von Heiligenkreuz der Grundherr.

### Arbeitsgemeinschaft beim Schloss Neugebäude
Wie Elias Payos übersiedelten auch die Steinmetzmeister Bartholomäus Pethan und Antonius Pozzo sowie Augustin Rigobello vom Rodauner Steinbruch zum kayserlicen Steinbruch. In diesen Jahren waren die Steinmetzarbeiten mit dem harten Kaiserstein auf die Großaufträge für Schloss Neugebäude konzentriert.

### Steinmetzarbeiten im Heiligenkreuzer Hof zu Wien und der Trumauer Kirche 1587
Die Brüder Elias und Alexius Payos arbeiteten gemeinsam für die Kirche zu Trumau und den Heiligenkreuzerhof in Wien. Sämtliche Rechnungen wurden am 5. Oktober 1587 dem Heiligenkreuzer Abt Johannes Rueff vorgelegt.
Auszug, siehe Abbildung: Verzeichnis was ich, Meister Elias Payos, Steinmetz am Leydenberg .. für Steinwerk in die Kirche zu Trumau gegeben habe ..
Erstlichen habe ich Platten gegeben .. 112 fl
mehr hab ich gegeben Staffel .. 11 fl 22 kr
mehr hab ich gegeben zum grossen Altar .. 13 fl 40 kr ..
mehr hab ich gegeben zum Daiffstein .. 30 fl
mehr hab ich gegeben das Sakramenthäuschen .. 18 fl

### Tod
8 Jahre lang hat Elias Payos hier gelebt und gearbeitet, aber hernach durch zeitlichen Tod von diesem Jammertal abgefordert worden. Daraus ergibt sich das Jahr 1590.